# Episodi di Degrassi: The Next Generation (quinta stagione)
Anche questa stagione, come la quarta, nella messa in onda italiana ha subito dei cambi di programmazione. Gli episodi non sono stati trasmessi in ordine, ma a differenza della quarta, la quinta stagione è stata trasmessa interamente.
| nº | Titolo originale                           | Titolo italiano            | Prima TV Canada   | Prima TV Italia |
| -- | ------------------------------------------ | -------------------------- | ----------------- | --------------- |
| 1  | Venus (1)                                  | Sarò famosa                | 19 settembre 2005 | 20 marzo 2010   |
| 2  | Venus (2)                                  | Roba grossa alla Degrassi! | 26 settembre 2005 | 20 marzo 2010   |
| 3  | Death of a Disco Dancer                    | Sfida a canestro           | 3 ottobre 2005    | 21 marzo 2010   |
| 4  | Foolin                                     | Il dramma di Liberty       | 10 ottobre 2005   | 30 marzo 2010   |
| 5  | Weddings, Parties, Anything                | Craig e la sua band        | 17 ottobre 2005   | 24 marzo 2010   |
| 6  | I Still Haven't Found What I'm Looking For | Voglia di vincere          | 24 ottobre 2005   | 30 marzo 2010   |
| 7  | Turned Out (1)                             | Sotto pressione            | 31 ottobre 2005   | 8 aprile 2010   |
| 8  | Turned Out (2)                             | I soldi non bastano mai    | 7 novembre 2005   | 26 marzo 2010   |
| 9  | Tell it To My Heart                        | Una verità difficile       | 14 novembre 2005  | 9 aprile 2010   |
| 10 | Redemption Song                            | Questione di fede          | 21 novembre 2005  | 9 aprile 2010   |
| 11 | The Lexicon Of Love (1)                    | Baci diversi               | 28 novembre 2005  | 10 aprile 2010  |
| 12 | The Lexicon Of Love (2)                    | Confessioni                | 5 dicembre 2005   | 4 aprile 2010   |
| 13 | Together Forever                           | Una carriera da solista    | 12 dicembre 2005  | 1º aprile 2010  |
| 14 | I Against I                                | La rivincita di Spinner    | 30 gennaio 2006   | 2 aprile 2010   |
| 15 | Our Lips Are Sealed (1)                    | Segreti tra amiche         | 20 febbraio 2006  | 2 aprile 2010   |
| 16 | Our Lips Are Sealed (2)                    | Anoressia                  | 27 febbraio 2006  | 3 aprile 2010   |
| 17 | Total Eclipse of the Heart                 | Il ritorno di Dylan        | 6 marzo 2006      | 3 aprile 2010   |
| 18 | High Fidelity (1)                          | Paige & Spinner            | 13 marzo 2006     | 7 aprile 2010   |
| 19 | High Fidelity (2)                          | Il giorno del diploma      | 20 marzo 2006     | 7 aprile 2010   |